# Emotion & Commotion
Emotion & Commotion è il decimo album discografico in studio del chitarrista britannico Jeff Beck, pubblicato nel 2010.

## Tracce
1. Corpus Christi Carol – 2:40 (Benjamin Britten)
2. Hammerhead – 4:15 (Jeff Beck, Jason Rebello)
3. Never Alone – 4:22 (Rebello)
4. Over the Rainbow – 3:10 (Harold Arlen)
5. I Put a Spell on You (feat. Joss Stone) – 2:59 (Screamin' Jay Hawkins)
6. Serene (feat. Olivia Safe) – 6:05 (Beck, Rebello)
7. Lilac Wine (feat. Imelda May) – 4:44 (James Shelton)
8. Nessun Dorma – 2:56 (Giacomo Puccini)
9. There's No Other Me (feat. Joss Stone) – 4:05 (Rebello, Joss Stone)
10. Elegy for Dunkirk (feat. Olivia Safe) – 5:03 (Dario Marianelli)